# Rainer Schüttler
Rainer Schüttler (Korbach, NSZK; 1976. április 25. –) német hivatásos teniszező.
Eddigi karrierje során 4 egyéni és 4 páros ATP-tornát nyert meg. Legjobb éve a 2003-as volt, amikor bejutott az Australian Open döntőjébe, ahol Andre Agassitól szenvedett vereséget. Ő lett az első német teniszező, Boris Becker óta, aki egy évben bejutott mind a négy Grand Slam-tornán a negyedik fordulóba. Az athéni olimpián ezüstérmet szerzett, párosban Nicolas Kieferrel.

## Grand Slam-döntői

### Elvesztett döntői (1)
| Év   | Helyszín        | Ellenfél a döntőben | Eredmény a döntőben |
| 2003 | Australian Open | Andre Agassi        | 2–6, 2–6, 1–6       |

## ATP-döntői

### Egyéni

#### Győzelmei (4)
| Összesítés                                            | Összesítés |
| ----------------------------------------------------- | ---------- |
| Grand Slam-torna                                      | (0)        |
| ATP World Tour Masters 1000 / ATP Masters Series      | (0)        |
| ATP World Tour 500 Series / International Series Gold | (1)        |
| ATP World Tour 250 Series / International Series      | (3)        |
| ATP World Tour Finals / Tennis Masters Cup            | (0)        |

|   | Dátum                | Torna                              | Borítás          | Ellenfél a döntőben | Eredmény a döntőben |
| 1 | 1999. január 4.      | Qatar ExxonMobil Open, Doha        | Kemény           | Tim Henman          | 6-4, 5-7, 6-1       |
| 2 | 2001. szeptember 17. | Shanghai Open, Sanghaj             | Kemény           | Michel Kratochvil   | 6-3, 6-4            |
| 3 | 2003. szeptember 29. | Japan Open, Tokió                  | Kemény           | Sebastien Grosjean  | 7-6, 6-2            |
| 4 | 2003. október 6.     | Grand Prix de Tennis de Lyon, Lyon | Szőnyeg (fedett) | Arnaud Clément      | 7-5, 6-3            |

#### Elvesztett döntői (8)
|   | Dátum                | Torna                              | Borítás          | Ellenfél a döntőben | Eredmény a döntőben   |
| 1 | 1999. április 5.     | Chennai Open, Chennai              | Kemény           | Byron Black         | 4-6, 6-1, 3-6         |
| 2 | 2000. január 3.      | Qatar ExxonMobil Open, Doha        | Kemény           | Fabrice Santoro     | 6-3, 5-7, 0-3 feladta |
| 3 | 2001. szeptember 24. | Salem Open, Hongkong               | Kemény           | Marcelo Ríos        | 6-7, 2-6              |
| 4 | 2001. október 22.    | St. Petersburg Open, Szentpétervár | Szőnyeg (fedett) | Marat Szafin        | 6-3, 3-6, 3-6         |
| 5 | 2002. április 29.    | BMW Open, München                  | Salak            | Younes El Aynaoui   | 4-6, 4-6              |
| 6 | 2003. január 13.     | Australian Open, Melbourne         | Kemény           | Andre Agassi        | 2-6, 2-6, 1-6         |
| 7 | 2003. szeptember 8.  | Brasil Open, Costa do Sauipe       | Salak            | Sjeng Schalken      | 2-6, 4-6              |
| 8 | 2004. április 19.    | Monte Carlo Masters, Monte-Carlo   | Salak            | Guillermo Coria     | 2-6, 1-6, 3-6         |

### Páros

#### Győzelmei (4)
| Összesítés                                            | Összesítés |
| ----------------------------------------------------- | ---------- |
| Grand Slam-torna                                      | (0)        |
| ATP World Tour Masters 1000 / ATP Masters Series      | (0)        |
| ATP World Tour 500 Series / International Series Gold | (1)        |
| ATP World Tour 250 Series / International Series      | (3)        |
| ATP World Tour Finals / Tennis Masters Cup            | (0)        |
| Olimpiai aranyérem                                    | (0)        |

|   | Dátum             | Torna                                        | Borítás | Partner         | Ellenfelek a döntőben            | Eredmény a döntőben |
| 1 | 2001. július 16.  | Mercedes Cup, Stuttgart                      | Salak   | Guillermo Cañas | Michael Hill / Jeff Tarango      | 4-6, 7-6, 6-4       |
| 2 | 2005. január 3.   | Chennai Open, Chennai                        | Kemény  | Yen-Hsun Lu     | Mahesh Bhupathi / Jonas Björkman | 7-5, 4-6, 7-6       |
| 3 | 2008. április 14. | U.S. Men's Clay Court Championships, Houston | Salak   | Ernests Gulbis  | Pablo Cuevas / Marcel Granollers | 6-4, 1-6, 7-5       |
| 4 | 2008. április 28. | BMW Open, München                            | Salak   | Michael Berrer  | Scott Lipsky / David Martin      | 7–5, 3–6, 10–8      |

#### Elvesztett döntői (5)
|   | Dátum               | Torna                              | Borítás          | Partner          | Ellenfelek a döntőben                       | Eredmény a döntőben     |
| 1 | 2003. október 20.   | St. Petersburg Open, Szentpétervár | Szőnyeg (fedett) | Michael Kohlmann | Julian Knowle / Nenad Zimonjic              | 6-7, 3-6                |
| 2 | 2004. augusztus 16. | Olimpiai játékok, Athén            | Kemény           | Nicolas Kiefer   | Fernando González Ciuffardi / Nicolas Massu | 2-6, 6-4, 6-3, 6-7, 4-6 |
| 3 | 2005. július 4.     | Allianz Suisse Open Gstaad, Gstaad | Salak            | Michael Kohlmann | Frantisek Cermak / Leos Friedl              | 6-7, 6-7                |
| 4 | 2006. június 12.    | Gerry Weber Open, Halle            | Fű               | Michael Kohlmann | Fabrice Santoro / Nenad Zimonjic            | 0-6, 4-6                |
| 5 | 2007. február 12.   | SAP Open, San José                 | Kemény           | Chris Haggard    | Eric Butorac / Jamie Murray                 | 5-7, 6-7                |